# Женатзи, Камиль
Ками́ль Женатзи́ (фр. Camille Jenatzy; 4 ноября 1868, Схарбек — 8 декабря 1913, Абе-ла-Нёв) — бельгийский предприниматель, инженер и автогонщик. 

## Биография
Родился 4 ноября 1868 в Схарбеке, Бельгия в семье предпринимателя — производителя резиновых изделий, в том числе — шин. Получил инженерное образование, а также участвовал в юности в велосипедных гонках.
В дальнейшем стал производить автомобили, для продвижения которых изготовливал гоночные экземпляры, на которых поставил несколько рекордов скорости. В течение нескольких лет продолжалось соперничество Женатзи и другого гонщика — Гастона де Шасслу-Лоба. В 1899 году Женатзи построил необычный электромобиль La Jamais Contente (с фр. — «Вечно недовольная»), названный таким образом в честь жены гонщика. Автомобиль имел форму артиллерийского  снаряда и возможно являлся первым автомобилем с аэродинамическим кузовом. 29 апреля 1899 в заезде на 1 километр Женатзи на «Вечно недовольной» впервые преодолел скорость в 100 километров в час, разогнавшись до 105,83 км/ч (по другим данным – до 107 км/ч). Этот заезд поставил победную точку в соперничестве с Шасслу-Лоба.
В дальнейшем Женатзи принял участие в нескольких автогонках на различные дистанции на автомобилях других производителей. В 1899 году на автомобиле Mors он финишировал 7-м в гонке по маршруту Париж — Сен-Мало. В 1901 и 1902 годах он принимал участие в заездах на гибридных автомобилях собственной конструкции, но был вынужден сойти с дистанции из-за технических проблем. В 1903 году финишировал 11-м в автопробеге по маршруту Париж — Мадрид на автомобиле Mercedes, в том же году победил в заезде на Кубок Гордона Беннетта в Ирландии — также на Mercedes. На следующий год в немецком городе Хомбурге занял второе место за рулём Mercedes, разогнавшись до максимальной скорости в 84,97 км/ч, но при этом чуть не столкнулся с паровозом при преодолении железнодорожного переезда. В 1905 году принимал участие в Кубках Гордона Беннетта и Вандербильта, но был вынужден сойти с дистанции из-за технических проблем. В 1906 году финишировал 5-м на Кубке Вандербильта. С 1907 по 1910 принял участие в нескольких соревнованиях на автомобилях Mors и Mercedes, но уже не смог добиться высоких мест.
8 декабря 1913 года был случайно застрелен во время охоты Альфредом Маду — главным редактором бельгийской газеты L’Étoile belge.

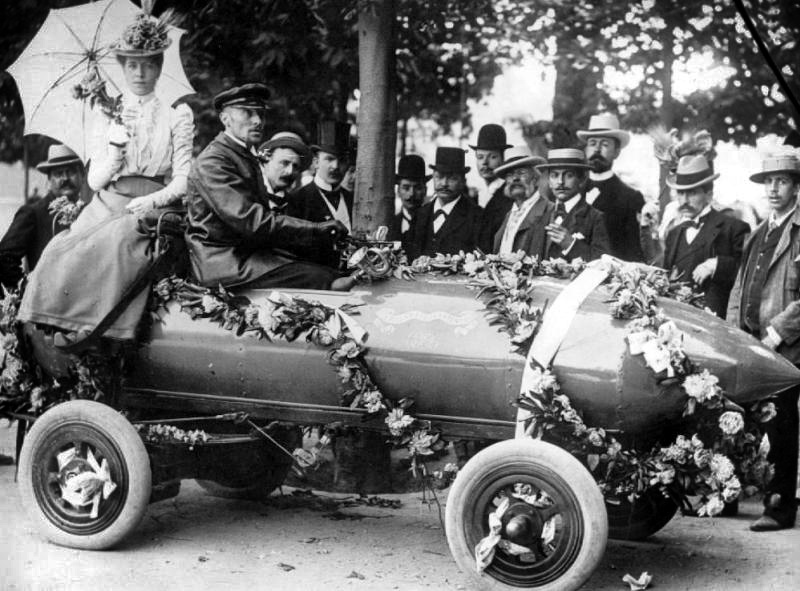
Женатзи и его жена на автомобиле La Jamais Contente после установления рекорда скорости, 1899
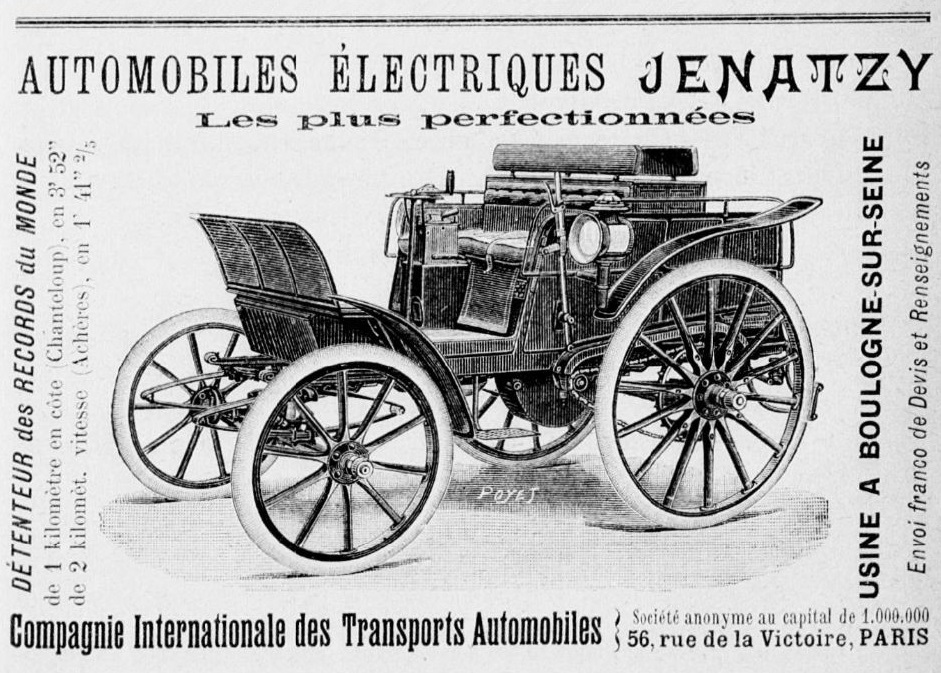
Реклама электромобилей Jenatzy, 1899
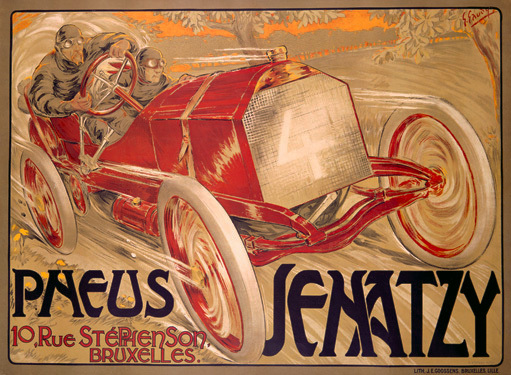
Жорж Годи. Реклама шин Jenatzy, 1906
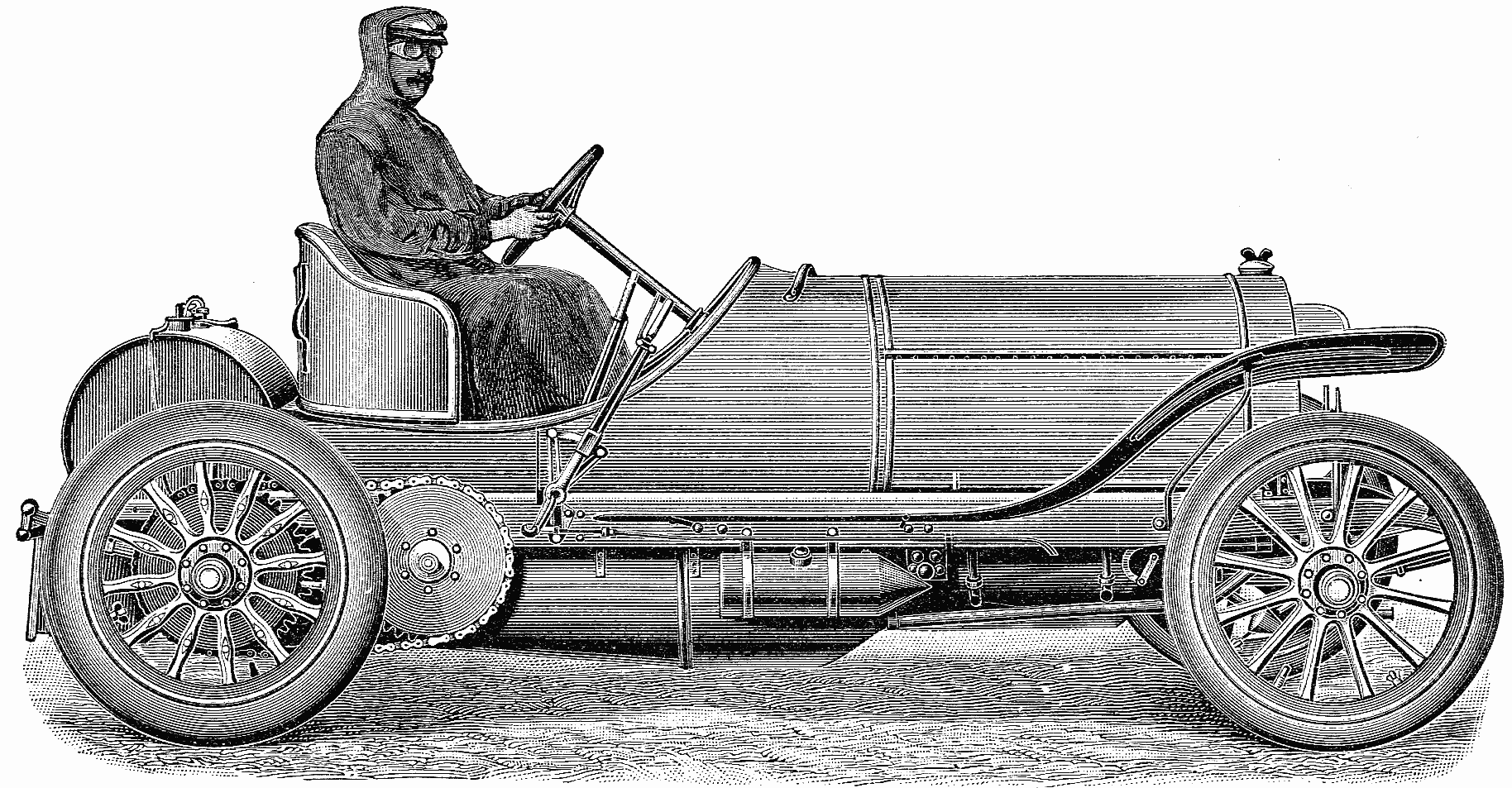
Женатзи за рулём автомобиля Mercedes-Gordon-Bennett, 1908